# كامبن (هولندا)
كامبن  Kampen  هي بلدية ومدينة بمقاطعة أوفرآيسل بهولندا.

## طوبوغرافيا
خريطة طوبوغرافية هولندية لبلدية كامبن، يونيو 2014، (تقرأ بعد ثلاث نقرات على الخريطة).

## توأمة
لكامبن (هولندا) اتفاقيات توأمة مع كل من:
- ماينرتسهاغن
- Pápa [الإنجليزية]‏
- زوست
- إيلات

## أعلام
- بيتر فان دي كامب
- ياب ستام
- هاري فان دير كامب
- جيرون دروست
- روبرت دي وايلد